# Giudizio finale e Inferno
Gli affreschi di Buonamico Buffalmacco raffiguranti  Il Giudizio finale e L'Inferno sono due scene collegate di una serie di tre grandi dipinti, eseguiti tra 1336 e 1341 su commessa dei frati domenicani nel Camposanto di Pisa. Staccate dalla parete e riportate su tela le due opere (che misurano rispettivamente metri 6,0x8,6 e metri 6,0x7,0) sono oggi conservate presso lo stesso Camposanto, dopo lunga opera di restauro.

## Descrizione e stile
Nell'arte gotica la rappresentazione del Giudizio Universale segue uno schema canonico: in alto è la "Gerusalemme Celeste", con le schiere ordinate dei santi e dei beati che contemplano il "Cristo giudicante". Con gesto pacato ma sicuro Cristo divide la scena in due settori: a destra gli eletti; a sinistra i reprobi, travolti da un fiume di fuoco che li fa precipitare all'inferno. Se questa è l'idea generale, l'artista deve poi fare i conti con lo spazio pittorico a disposizione. Per esempio nella Cappella degli Scrovegni a Padova, Giotto aveva tutta la controfacciata della chiesa a disposizione, qui Buffalmacco può contare solo sull'altezza dei muri che recintano il Camposanto. Anziché rimpicciolire le figure opta per una soluzione in lunghezza, affiancando il Giudizio alle scene dell'Inferno.
Uno sguardo d'insieme al Giudizio finale ci consente di rilevare elementi di forte originalità iconografica nell'affresco di Buffalmacco e la sua autonomia rispetto allo stile di Giotto. Il Giudizio, cosa insolita, è condotto congiuntamente da Cristo e dalla Vergine, entrambi assisi nell'arcobaleno di due "mandorle" adiacenti. Misericordioso è l'atteggiamento della Vergine, con una mano al seno; severo quello di Cristo, con il braccio alzato in segno di condanna (gesto che ci induce a pensare che il Michelangelo della Sistina dovesse conoscere gli affreschi del Camposanto di Pisa).
Ai lati dei giudicanti, posti in semicerchio un po' in basso, stanno gli Apostoli, mentre sopra di essi stanno alcuni angeli che recano nelle mani i simboli della Passione. Sotto le due "mandorle" troviamo un gruppo formato da due angeli buccinatori, da un terzo accovacciato che si chiude la bocca con una mano, e da un quarto, ritto in piedi, che regge due cartigli; in quello di destra sta scritto: "venite benedicti patris mei, percipite regnum quod vobis paratum est"; in quello a sinistra: "ite maledicti in ignem aeternum qui paratus est a diabulo".
Più in basso, al centro, San Michele Arcangelo, con la spada nella destra, indica ad altri arcangeli i compiti da eseguire per smistare correttamente le anime. I morti resuscitano dalla terra, da tombe quadrate scavate direttamente nel suolo. Uno di essi, che aveva recuperato la vita a destra, sul lato dei giusti, viene afferrato per i capelli e riportato tra i dannati; per contro, sulla sinistra, un arcangelo presenta a San Michele un eletto, erroneamente uscito da terra nella zona dei dannati. In primo piano è raffigurato, mentre esce da una tomba ed è ancora incerto del suo destino, il Re Salomone.

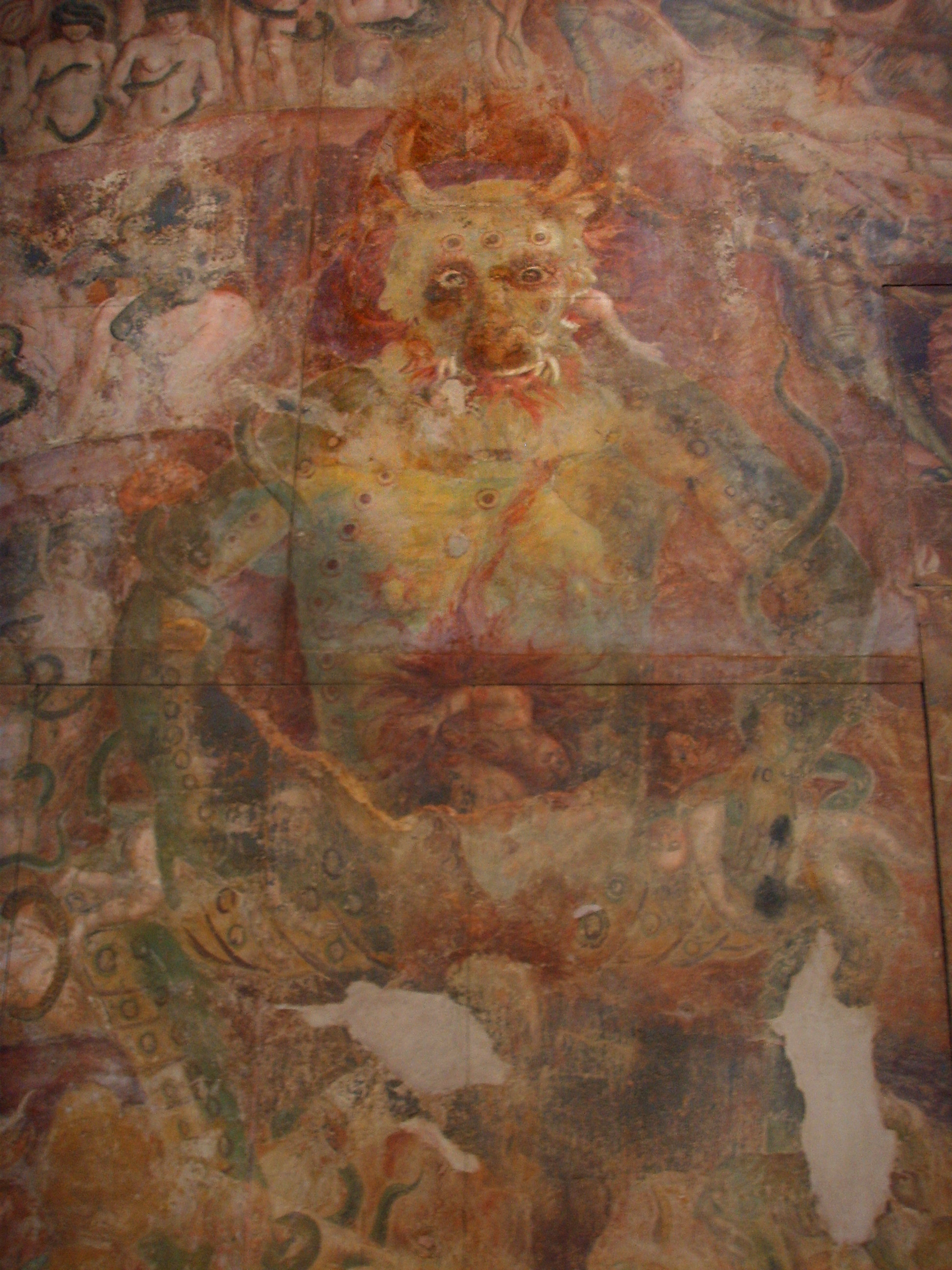
Lucifero (dettaglio)

La fama di Buffalmacco nel suo tempo fu sicuramente alimentata dalla spaventevole scena dell'Inferno, collocata proprio di fianco al Giudizio. Al centro troneggia "Lucifero", figura gigantesca, di dimensioni doppie rispetto al Cristo giudice. Lucifero rappresenta l'orgoglio, radice di tutti i vizi. Di colore verde, con le corna e squame serpentine, è ritratto mentre sbrana un dannato con le orride zanne.
Attorno a questo mostro tricefalo (le due teste laterali sono appena distinguibili ai lati), che inghiotte ed evacua i dannati, si organizza una rigorosa suddivisione in zone, differenziate a seconda del genere di supplizi che vi sono praticati. Si tratta spesso dello stesso tipo di torture che si vedono nell'affresco di Giotto a Padova, ma qui esse sono suddivise in aree distinte, riservate ciascuna alla punizione di uno dei sette peccati capitali, ispirati alla Divina Commedia dantesca.
Nel girone dei "Simoniaci" troviamo un mostro marino che richiama forse l'episodio di Giona inghiottito dalla balena - "ho invocato il Signore…dal profondo degli inferi ho gridato (Giona 2:1,2)" - mostro che compare assai spesso nelle rappresentazioni dell'Inferno tipiche dell'arte nordica. Tra i "Simoniaci" troviamo anche la figura di Maometto: si tratta di una raffigurazione che ubbidisce ad un preciso intento pedagogico e propagandistico della Chiesa che continuerà anche nel XV secolo (come si può osservare nell'Inferno di Giovanni da Modena nella Basilica di San Petronio a Bologna).

## Galleria d'immagini

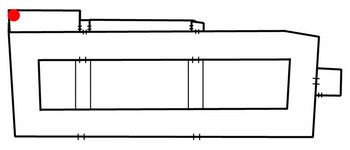
Collocazione dell'affresco nel Camposanto
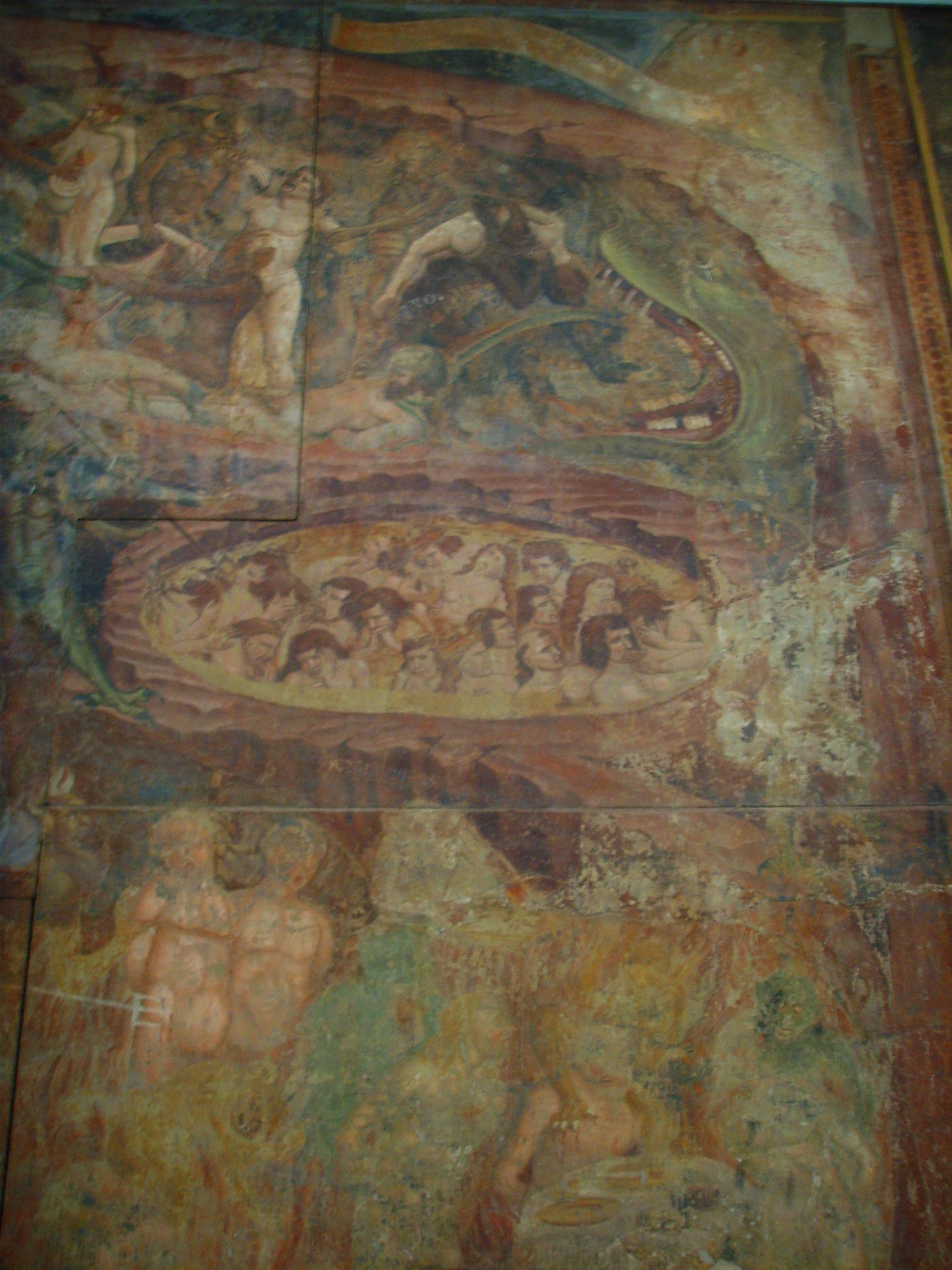
Le bolge infernali a destra, il serpente mostruoso
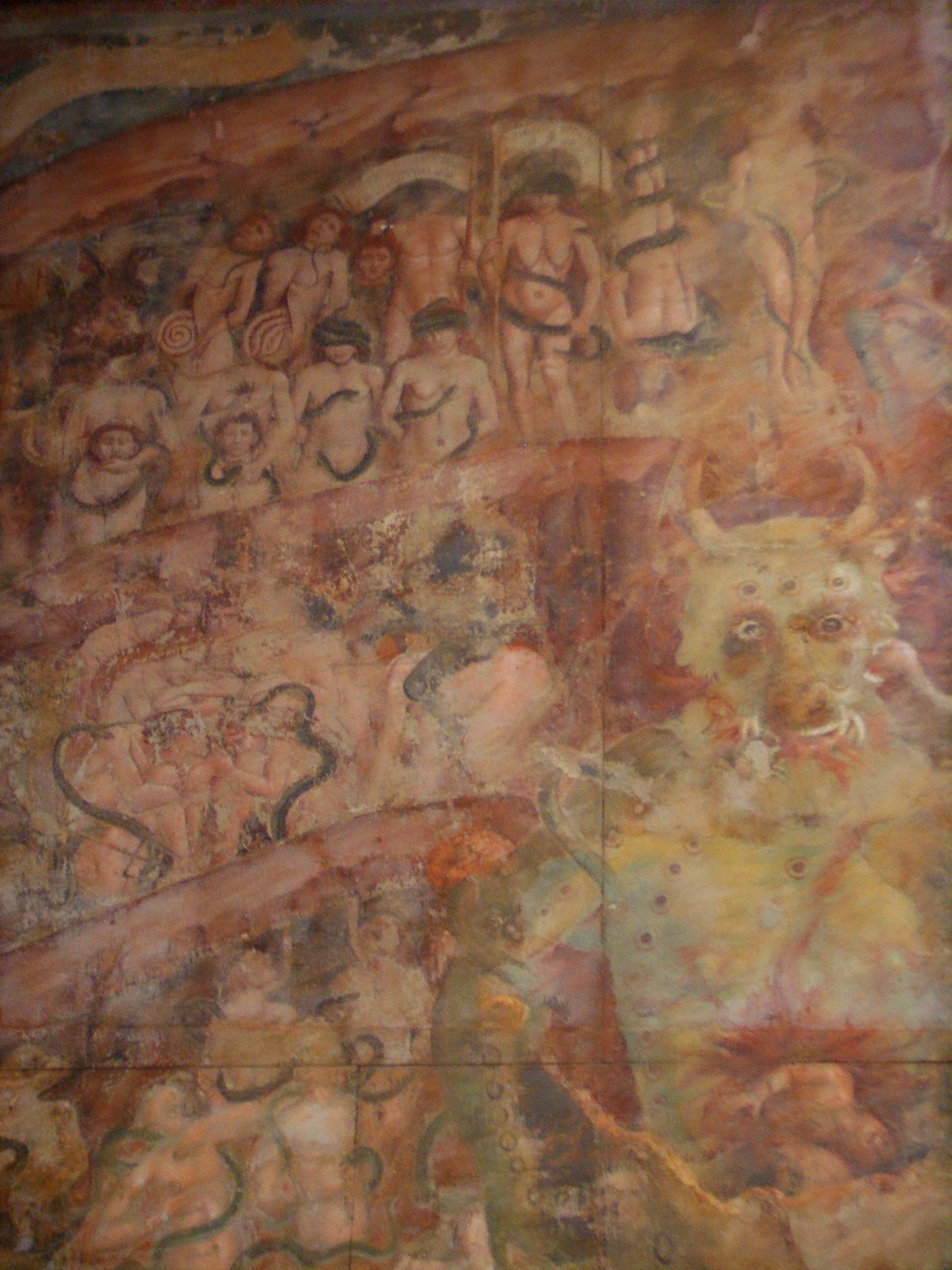
Le bolge infernali a sinistra